# Uroleucon jaceae
Uroleucon jaceae är en insektsart som först beskrevs av Carl von Linné 1758.  Uroleucon jaceae ingår i släktet Uroleucon och familjen långrörsbladlöss. Arten är reproducerande i Sverige.

## Underarter
Arten delas in i följande underarter:
- U. j. henrichi
- U. j. macrosiphum
- U. j. reticulatum
- U. j. jaceae

## Bildgalleri

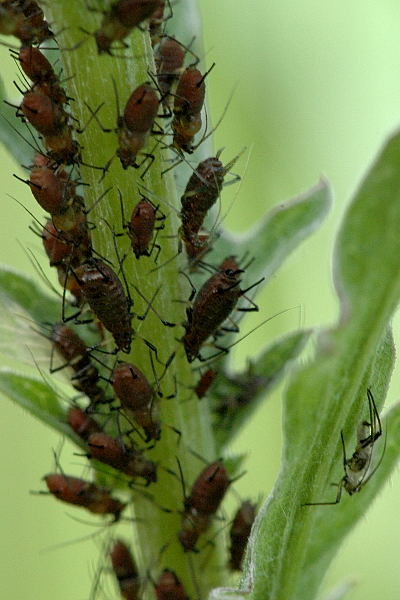